# 그라바타
그라바타는 나만의 아바타를 제공하기 위한 서비스로 톰 프레스턴 워너가 만들었다. 2007년부터 오토매틱이 소유했으며 워드프래스 블로그 플랫폼에 통합되었다.

## 디자인
그라바타에서 사용자는 이메일 주소를 기반으로 계정을 등록하고 계정과 연결할 디지털 아바타를 업로드 할 수 있다. 그라바타 플러그인은 인기 있는 블로그에 사용할 수 있다. 사용자가 이메일 주소가 필요한 블로그에 댓글을 게시하면 블로깅 소프트웨어는 해당 이메일 주소에 그라바타의 아바타가 연결되어 있는지 확인한다. 그렇다면 댓글과 함께 그라바타가 표시된다. 그라바타 지원은 기본적으로 워드프레스의 2.5버전 및 웹 기반 프로젝트 관리 애플리케이션 레드마인 버전 0.8부터 제공된다. 그라바타에 대한 지원은 드루팔 및 MODX와 같은 저작물 관리 시스템용 타사 모듈을 통해서도 제공된다.
그라바타 이미지의 화소는 최대 2048픽셀이며 기본적으로 80x80픽셀로 표시된다. 업로드된 아바타가 더 크거나 작으면 아바타의 크기가 적절하게 조정된다. 각 그라바타는 미국영화협회 스타일 권장 연령으로 평가되어 웹마스터가 웹사이트에 표시되는 그라바타의 콘텐츠를 제어할 수 있다.
웹마스터는 또한 사용자가 등록된 그라바타가 없을 때 자동으로 Identicon을 표시하도록 시스템을 구성할 수 있다.
그라바타는 연결된 이메일 주소의 MD5 해시 함수가 포함된 URL을 사용하여 그라바타 웹 서버에서 로드된다. 그러나, 이 방법은 보안에 취약한 것으로 밝혀졌다.

## 메타데이터
사용자의 프로필 데이터는 HCard, JSON, XML, PHP 및 vCard를 비롯한 다양한 메타데이터 표준과 QR 코드를 통해 사용할 수 있다. JSON, XML, PHP은 휴대용 연락처 표준을 사용한다.

## 역사
한동안 그라바타 서비스가 유지되지 않았다. 제작자는 그라바타의 인기가 높아지고 더 많은 대역폭이 필요함에 따라 새 버전의 서비스 작업으로 바빴다. 2007년 2월 16일 "그라바타 2.0"이 출시되었다. 월드 와이드 웹에 이미 호스팅된 이미지를 자르고 사용할 수 있는 것과 같은 다른 개선 사항도 발견했다. 사용자가 쉽게 전환할 수 있는 계정당 2개의 그라바타에 대한 지원이 추가되었다. 계정당 이메일 주소와 그라바타를 무제한으로 허용하는 "그라바타 프리미엄"도 출시되었다.
2007년 6월 11일 톰 프레스턴 워너는 그라바타 2.0 출시 이후 32,000명의 새로운 사용자가 가입했다고 발표했다.
2007년 10월 18일 오토매틱은 그라바타를 인수하였다. 이후 기존 유료 서비스를 모두 무료로 제공하고, 서버 응답 시간을 개선하고,  최근에 서비스 비용을 지불 한 사람들의 돈을 환불하였다.